# فرخنده ترابی
فرخنده ترابی (انگلیسی: Farkhondeh Torabi؛ زادهٔ (زاده ۱۲ مارس ۱۹۶۵)، کارگردان انیمیشن اهل ایران است.